# Jevgenij Trefilov
Jevgenij Trefilov (russisk: Трефилов Евгений Васильевич tr. Jevgenij Vasiljevitj Trefilov ; født 4. september 1955) er en tidligere russisk håndboldtræner, der var landstræner for Rusland og nuværende vicepræsident for det russiske håndboldforbund. Han har været landstræner i to omgange. Først fra 1999 til 2012, hvor han blev fyret efter den olympiske håndboldturnering, og dernæst siden efteråret 2013.
Hans trænerkarriere begyndte i 1984 i hjembyen Krasnodar. Han arbejdede som assistent for legendariske Vladimir Maksimov. Sammen vandt de VM-guld for herrer i 1997. Fra 1998 har Trefilov kun arbejdet med kvindehåndbold. Han har blandt andet trænet Volgograd samt Lada Togliatti, og i 2008 Zvezda Zvenigorod.
I sæsonen 2007/2008 vandt han VM-guld med Ruslands kvindelandshold i Frankrig som træner samt Champions League-guld med Zvezda Zvenigorod
Han har også vundet VM-guld med det russiske kvindelandshold i 2001 i Italien, VM-guld på hjemmebane i 2005 samt EM-sølv i 2006 i Sverige.
Han stoppede sin trænerkarriere i august 2019.